# Stichoneuron membranaceum
Stichoneuron membranaceum är en enhjärtbladig växtart som beskrevs av Joseph Dalton Hooker. Stichoneuron membranaceum ingår i släktet Stichoneuron och familjen Stemonaceae. Inga underarter finns listade.